# Acadèmia Reial de Pintura i Escultura

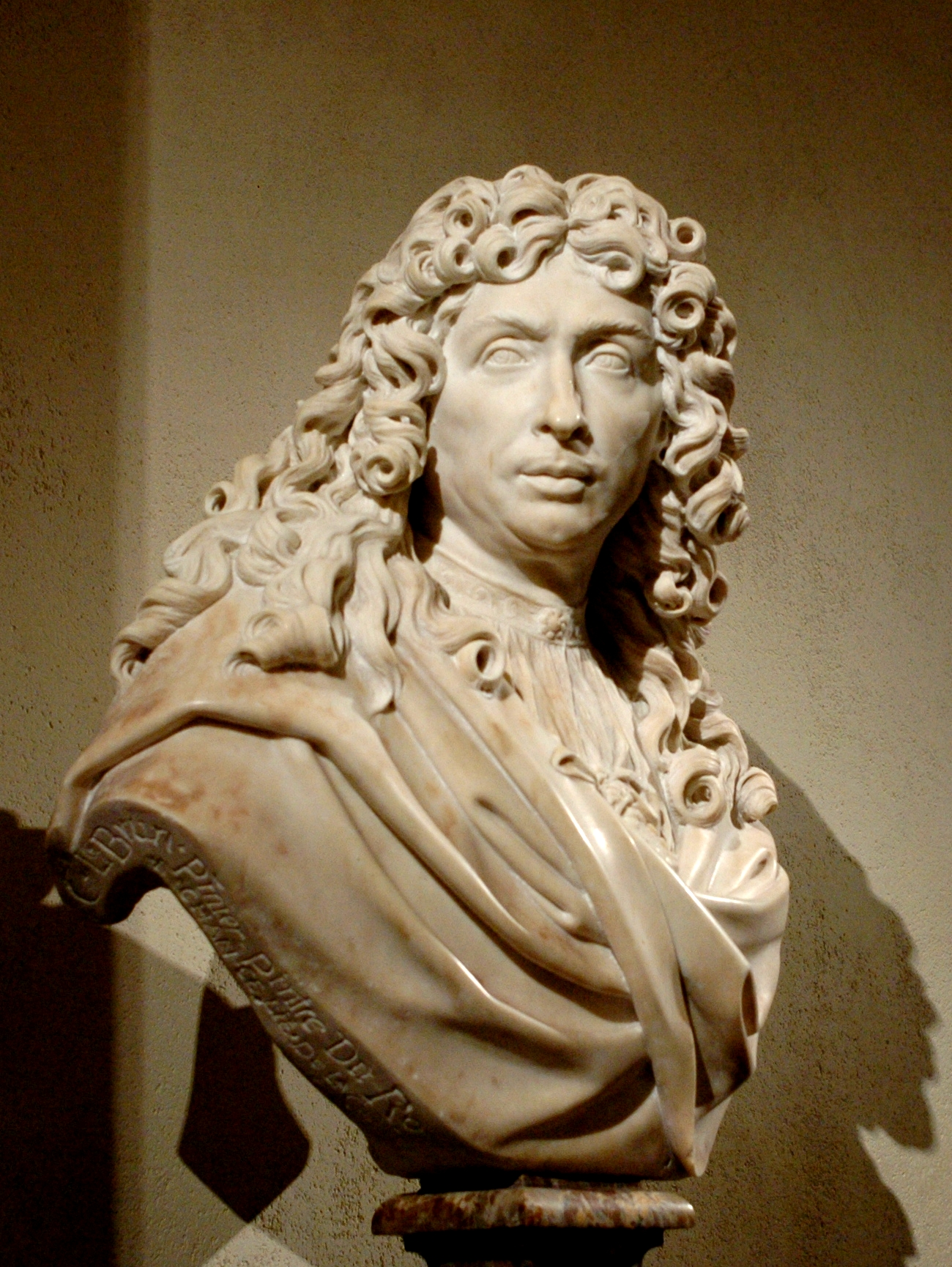
Charles Le Brun, l'organitzador de l'Acadèmia Reial

L'Acadèmia Reial de Pintura i Escultura (en francès: Académie royale de peinture et de sculpture) fou una institució estatal encarregada de regular i d'ensenyar la pintura i l'escultura al regne de França durant l'Antic Règim.

## Història
L'Acadèmia Reial de Pintura i Escultura fou fundada a França el 1648, sota la regència d'Anna d'Àustria, per instigació d'un grup de pintors, d'entre els quals hi havia Philippe de Campaigne, Sébastien Bourdon i Charles Le Brun, amb l'objectiu d'oposar la influència dels guildes de Saint-Luc i d'aixecar l'estatus dels artistes que fins llavors no era diferent al dels artesans.
L'Acadèmia de Ciències té l'origen en la idea de Jean-Baptiste Colbert de crear una acadèmia general. Va triar un petit grup d'acadèmics que es van reunir el 22 desembre 1666 a la biblioteca reial, on es reunirien per treballar cada dues setmanes. Colbert n'esdevingué el padrí i fou designat viceprotector el 1663 i Charles Le Brun, el seu pintor preferit, el director. En paral·lel fou creada l'Acadèmia de França a Roma el 1666.
Jacques-Louis David, tot i que en fou membre, s'havia rebel·lat sempre contra l'autoritat de l'Acadèmia i els privilegis dels seus membres. Va obtenir-ne la dissolució el 1793 després d'un discurs a la Convenció Nacional a l'agost.
Fou reemplaçada l'any següent per l'Institut, qui fou reemplaçat a la Restauració francesa per l'Acadèmia de Belles-Arts, i finalment anomenat Institut de France (Institut de França).
L'Acadèmia era administrada per un director escollit d'entre els seus membres. Sovint era el pintor favorit del rei.

### Admissió

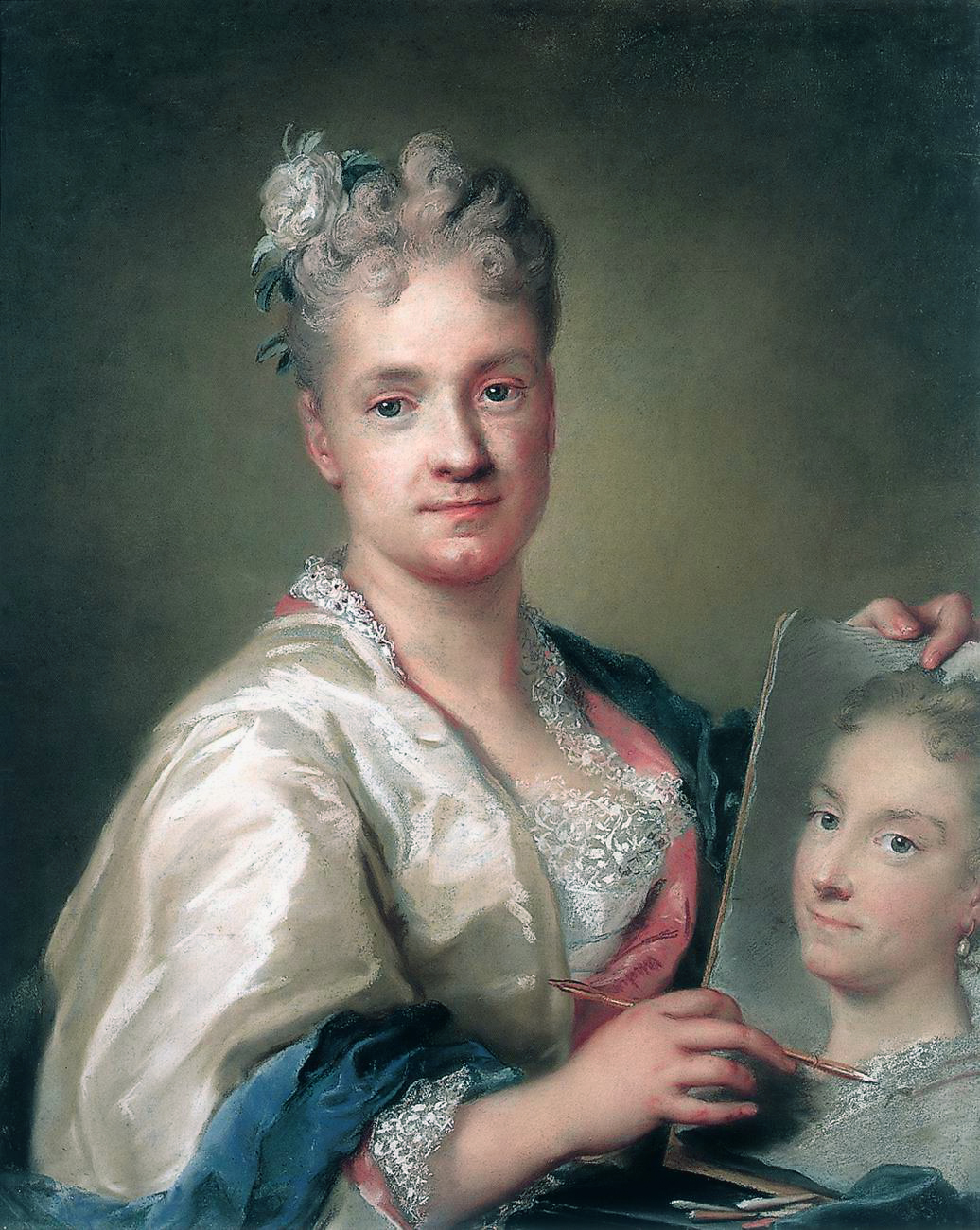
Rosalba Carriera, acadèmica veneciana

Els pretendents a l'Acadèmia Reial havien de presentar un morceau d'agrément (un "tros d'agraïment") per tal de demostrar llurs capacitats; després, en un termini de tres anys, una segona obra en vista de la recepció definitiva. Admetia els membres sota concurs anual. El concurs constituïa en la presentació d'una o diverses obres, jutjades pels membres admesos, i anomenades morceaux de réception ("trossos de recepció"). Va comptar al voltant de noranta membres just abans de la seva dissolució, el 1793. El guardonat del concurs rebia una beca anomenada Prix de Rome, que li permetia de perfeccionar la seva educació a Roma, a l'Acadèmia francesa. L'admissió a l'Acadèmia assegurava l'accés a les demandes reials.

#### Les dones a l'Acadèmia Reial
Contràriament a l'Acadèmia Francesa, l'Acadèmia no rebutjà l'admissió de dones que es feien notar per llurs talents. Fou Charles Le Brun mateix qui, en la sessió del 14 d'abril del 1663, va introduir-hi la primera dona acadèmica: Catherine Duchemin, dona de l'escultor Girardon. La seva obra de recepció era un quadre que representava un cistell amb flors sobre un pedestal (perdut). El 7 de desembre del 1669, Geneviève Boullogne i Madeleine Boullogne, foren també rebudes com a pintores de flors, amb la presentació de llur pare: Louis Boullogne, un dels fundadors de l'Acadèmia. El seu "tros de recepció", pintat en col·laboració entre les dues germanes, representava un munt de projectes de figures fetes segons el model (també perdut).

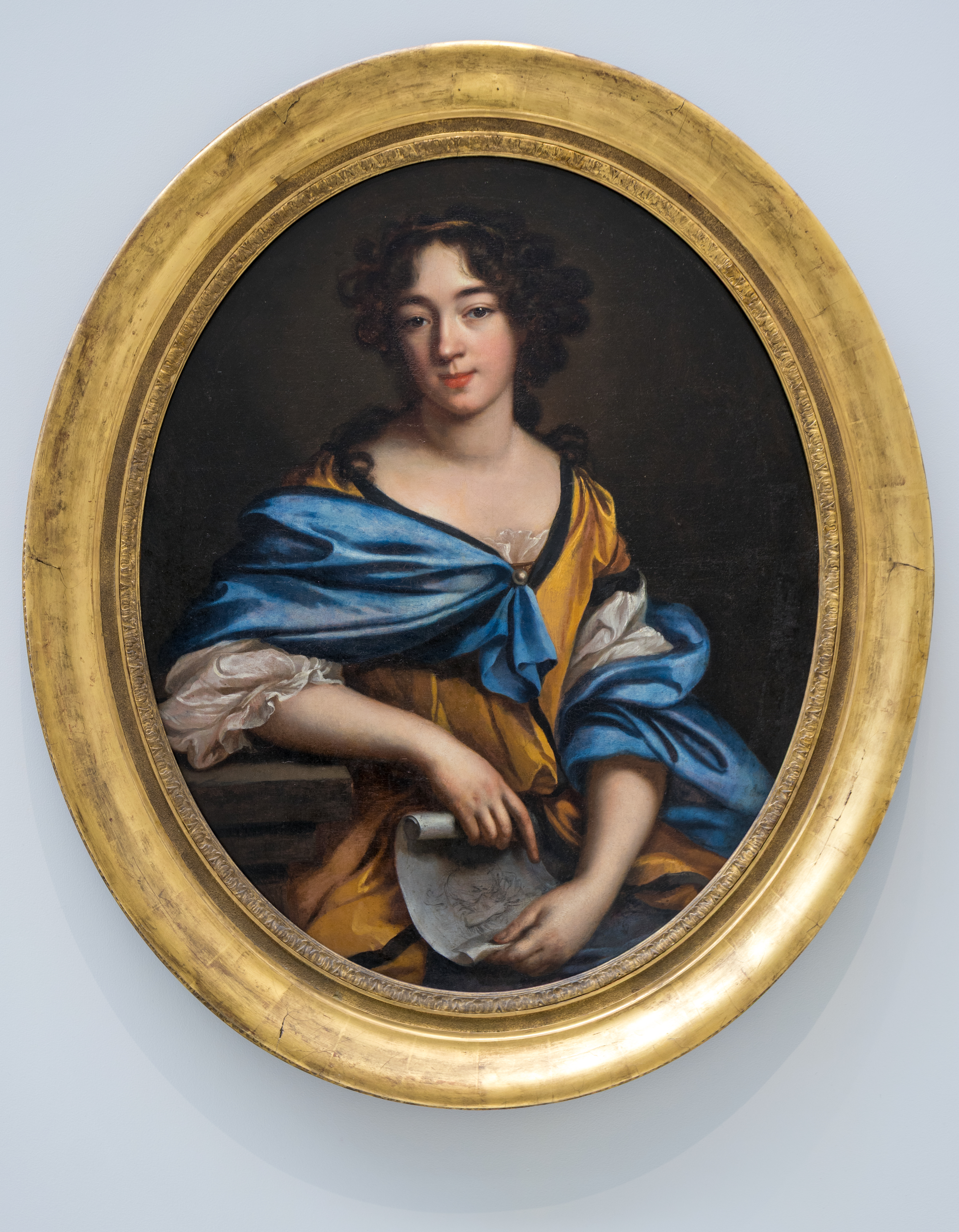
Autoretrat d'Élisabeth-Sophie Chéron, avui dia al Louvre, recepció confirmada el setembre del 1673

L'artista més remarcable de l'època, Élisabeth-Sophie Chéron, alhora pintora, poetessa i música, destacava en el retrat i fou rebuda l'11 de juny del 1672.
L'Acadèmia va rebre encara, el 24 de juliol del 1676, la miniaturista Anne-Renée Strésor, amb un quadre que representava Jesucrist presentant-se a Sant Pau en el viatge que feia a Damàs (perdut).
El 23 de novembre del 1680, Dorothée Masse, vídua de Godequin, filla de Jean Masse de Blois, com a escultora en fusta, fou admesa presentada per Charles Le Brun i Testelin.
El 31 de gener del 1682, Catherine Perrot, pintora de flors i ocells en miniatura, amb el seu "tros de recepció", que era un petit quadre que representava un gerro de flors sobre un vidre (també perdut).
L'Acadèmia va obrir les portes el 26 d'octubre del 1720 a la veneciana Rosalba Carriera, il·lustra pel seu color pastel i la miniatura, amb la seva Nymphe de la suite d'Apollon Arxivat 2008-10-11 a Wayback Machine. (Museu del Louvre).
L'holandesa Margarete Haverman, esposa de Mondoteguy i alumne d'Huysum, nascuda a Breda, va ser rebuda el 31 de gener del 1622[ref. necessària], com a pintora de flors.
Marie-Thérèse Reboul, dona de Vien, rebuda el 30 de juliol del 1757 com a pintura en miniatura, amb els seus Deux pigeons sur une branche d'arbre Arxivat 2008-10-11 a Wayback Machine. (Dos coloms en una branca d'arbre) (Museu del Louvre).
La prussiana Anna Dorothea Therbusch, nascuda a Leizcinka, rebuda el 26 de febrer del 1767, presentada pel seu Buveur Arxivat 2013-07-01 at Archive.is (Escola Nacional Superior de Belles-Arts).
El 1770 va ser el torn d'Anne Vallayer-Coster de ser rebuda com a pintura de gènere (havent presentat Instruments de musique (Instruments de música) i Les attributs de la peinture, de la sculpture et de l'architecture (Els atributs de la pintura, de l'escultura i de l'arquitectura)) També fou admesa Marie-Suzanne Roslin, nascuda a París, esposa de Roslin, rebuda com a pintora de retrats en pastel amb el seu Portrait du sculpteur Jean-Baptiste Pigalle Arxivat 2008-10-11 a Wayback Machine. (Retrat de l'esculptor Jean-Baptiste Pigalle).
Finalment, el 31 de maig del 1783, en una mateixa sessió, on el nombre d'acadèmics fou fixat en quatre, van rebre-hi Adélaïde Labille des Vertus, qui presentava el Portrait d'Augustin Pajou Arxivat 2008-10-11 a Wayback Machine. (Retrat d'Augustin Pajou), i Élisabeth Vigée Le Brun, qui fou rebuda sense menció de gènere, tot i haver presentat una pintura històrica: La Paix ramenant l'Abondance (La pau acompanyant l'abondància) (totes les obres al Louvre).

### Salon
L'Acadèmia havia format el projecte d'exposar anualment les obres dels seus membres; confirmada el 1663. El 1665, la primera exposició roman confidencial i el públic no hi és admès. A partir del 1667, al principi amb una freqüència irregular, l'Acadèmia exposa els quadres dels candidats al Prix de Rome. El 1673 s'és decidit d'exposar les obres a l'aire lliure, al pati del Palais Royal. El 1699, Louis XIV autoritza la manifestació a mantenir-se a la Gran Galeria del Louvre, amb per primer cop un catàleg oficial realitzat per Florent Le Comte. L'experiència és reiterada el 1704. El 1725, l'exposició té lloc per primer cop al Saló Quadrat del Louvre, però la freqüència de les manifestacions no esdevé regulars fins a partir del 1737. El Salon aviat atraurà un gran nombre de visitants, i guanyarà una reputació internacional entre els amants de l'art. Des del 1759, Denis Diderot redacta un primer informe del Salon per a la correspondència literària dels germans Grimm.

## Alguns membres acadèmics
- Jean-Baptiste Pigalle
- Hyacinthe Rigaud
- Philippe de Champaigne
- Jacques-Louis David
- André Félibien
- Nicolas de Largillière
- Charles Le Brun